# Тоні Ґатліф
Тоні Ґатліф, справжнє ім'я якого Мішель Дахмані (народився 10 вересня 1948 року) — французький режисер, актор, сценарист, композитор та продюсер фільмів.
Француз, який народився в Алжирі, напівциган за походженням, Ґатліф — громадянин світу за внутрішнім відчуттям.
У 12 років Тоні тікає з Алжиру й переживає багато важких, але феєричних мандрів, які врешті-решт приводять його до світу кіно. Ґатліф стає відомим у Європі на початку 80-х після фільму «Циганські барони», яким він започаткував низку стрічок про своїх історичних предків. Його життя нагадує драйвове кіно, а стрічки режисера схожі на його шалене життя, де кожна наступна мить збиває з ніг несподіваним поворотом і пристрасним поривом.

## Біографія
Тоні Ґатліф народився у столиці Алжиру м. Алжир 10 вересня 1948 року. На зламі 1960-х років він, як і чимало його співвітчизників, покидає рідну країну. Його перше знайомство з кіно відбувається у школі: учитель купує 16-мм проектор, записує школу до кіно-клубу Жана Віго і щотижня показує по одному фільму, з обговорення якого починається урок. «Ми дивилися фільми Жана Віго, Джона Форда, Чапліна… Кіно увірвалося в мене, заполонивши мою внутрішню порожнечу. Ось такою була моя кінематографічна культура».
Прибувши до Франції без гроша в кишені, він пізнає хаотичний шлях дітей вулиці — злочинність та виправні будинки. Він ходить у кіно на Великих бульварах на денні сеанси, щоб виспатись у затишку. Якось увечері 1966 року він іде подивитися на свого кумира Мішеля Сімона, який грає у виставі Рене де Обальдія «Вітер у гілках Сассафрà». Наприкінці вистави він прослизає в гримерну артиста, де той пише йому рекомендаційний лист до свого імпресаріо.
Тоні Ґатліф вступає до театральних курсів. П'ять років по тому він виходить на сцену Національного народного театру у п'єсі Едварда Бонда в постановці Клода Режі. Одночасно з виставою він пише свій перший сценарій, навіяний спогадами про виправні будинки — «Лють у кулаку» (La Rage au poing). У 1975 році він як оператор знімає фільм, який і досі не вийшов не екрани, — «Голова в руїнах» (La tête en ruine). Через три роки виходить «Земля у череві» (La terre au ventre) — фільм, який розповідає про війну в Алжирі очима матері-біженки та її чотирьох доньок. «Того часу, згадує Тоні Ґатліф, — мене дуже вразила історія Андреаса Баадера, і я творив цей фільм про алжирську революцію з думкою про нього.» У 1981 році він знімає в Іспанії з гренадськими та севільськими циганами «Циганське серце» (Corre Gitano) — ще один фільм, який не виходив у Франції.: «Перший фільм, який вимагає звернути увагу на становище циган». Але своїм визнанням як режисера Тоні Ґатліф зобов'язаний фільму «Князі» або «Циганські барони» (Les Princes). Критика відзначила цей фільм, який без зайвого пафосу розповідає про життя осілих циган у паризькому передмісті. Фільм, який сам автор називає ударом кулаком по столу. Він стане для нього знаковим ще й тому, що тоді відбудеться його зустріч з Жераром Лебовічі (Gérard Lebovici) — людиною, яка багато значитиме для нього.
«Після одного з сеансів він мені сказав, що, якби я не дозволив йому займатися цим фільмом, він був би дуже нещасним. Лебовічі показав фільм „батькові“ сітуаціоністів Гі Дебору, і той написав гасла на кшталт „Барони не зраджують“, які були розвішені на стінах паризьких будинків.
Одразу по тому, продюсер пропонує йому зняти повнометражну стрічку про Жака Меріна (Jacques Mesrine). Цей проект не цікавить режисера. Тоді Лебовічі залишає йому повну свободу дій. Ґатліф пише сценарій і знімає фільм „Вулиця відправлення“ (Rue du départ) — історія втечі дівчини-підлітка, яка блукає в пошуках свого батька.
„Не плач, моє серденько“ (Pleure pas my love) — це відповідь режисера на закиди та звинувачення в тому, що він цікавиться лише маргіналами. Далі буде соціальна комедії „Гаспар і Робінзон“ — історія дружби на тлі безробіття.
У 1992 Тоні Ґатліф пускається в авантюру під назвою Latcho Drom — фільм, який став справжнім гімном циганській музиці. З невеличкою групою він вирушає слідами циган у музичну подорож від Раджастану до Андалусії, через Єгипет, Туреччину, Румунію, Угорщину та Францію, подорож тривалістю в цілий рік. Фільм дуже прихильно зустріли у Каннах у рубриці „Особливий погляд“.
Інша зустріч — цього разу з письменником Жаном-Марі Ж. Ле Клезіо — надихнула режисера на створення картини „Світ“ (Mondo) — історія десятирічного хлопчика-сироти, який припливає до Ніцци. „Мондо“ — це перлина і ніж водночас. Коштовна прикраса серед купи кинджалів».
Знята у 1997 році стрічка «Дивний чужинець» (Gadjo Dilo) описує приїзд до циганського села в Румунії молодого «гаджо» («чужинець» мовою Ромів), який розшукує зниклу співачку: фільм користується успіхом у глядачів та критиків, як у Франції так і за кордоном.
Рік по тому Ґатліф знову відтворює пару з «Дивного чужинця»: Ромен Дюріс — Рона Гартнер, — з якою знімає анархістську стрічку «Я народився від лелеки» (Je suis né d'une cigogne).
Фільм Vengo (2000 рік) розповідає історію суперництва двох андалуських родин і вперше на знімальному майданчику зводить режисера і видатного виконавця іспанського фламенко Антоніо Канальєса. Андалусія і фламенко посідають у фільмі особливе місце: «для мене це насамперед гімн Середземномор'ю.»
У стрічці Swing, знятій рік по тому на сході Франції, маленький хлопчик Макс, який мріє стати великим гітаристом, «як Джанго Ренар», знайомиться з хлопчиком-циганом Свінгом …
Нова зустріч з Роменом Дюрісом у фільмі «Вигнанці» (Exils) у 2004 році, і режисер запрошує глядача до подорожі Андалусією та Магрибом, де музика, як один з повноправних героїв фільму, підкоряє собі інших персонажів. Фільм отримує премію Каннського кінофестивалю за найкращу режисуру.
Представлена на 59-му кінофестивалі у Каннах «Трансильванія» (Transylvania) є 15-тою повнометражною стрічкою Тоні Ґатліфа.

## Фільмографія
- 1973 «Індіанець Макс» (Max L'indien) (c.m.)
- 1975 «Голова в руїнах»(LA TÊTE EN RUINES)
- 1978 «Земля у череві» (LA TERRE AU VENTRE)
- 1982 «Серце цигана» (CORRE GITANO) (не виходив на екрани)
- 1983 «Циганська пісня» (CANTA GITANO) (c.m.)
- 1983 «Князі» (LES PRINCES)
- 1985 «Вулиця відправлення» (RUE DU DÉPART)
- 1989 «Не плач, моє серденько» (PLEURE PAS MY LOVE)
- 1990 «Гаспар і Робінзон» (GASPARD ET ROBINSON)
- 1993 LATCHO DROM
- 1995 LUCUMI, L'ENFANT RUMBEIRO DE CUBA (c.m.).
- 1996 MONDO
- 1998 «Дивний чужинець» Gadjo Dilo
- 1999 «Я народився від лелеки» (JE SUIS NÉ D'UNE CIGOGNE)
- 2000 Vengo
- 2002 Swing
- 2004 Види Європи «Нічний Париж» (Série Arte)
- 2004 «Вигнанці» (Exils)
- 2006 «Трансильванія» (Transylvania)
- 2009 «Свобода» / (Liberté)